# Mistrzowie strongman: Południowa Afryka
Mistrzowie strongman: RPA (South African Strongman Championships) – doroczne, indywidualne zawody siłaczy, organizowane w Republice Południowej Afryki.

## Mistrzowie
| Rok  | Mistrz            |
| ---- | ----------------- |
| 1989 | Gerrit Badenhorst |
| 1990 | Gerrit Badenhorst |
| 1991 | nieznany          |
| 1992 | Gerrit Badenhorst |
| 1993 | Gerrit Badenhorst |
| 1994 | Gerrit Badenhorst |
| 1995 | Gerrit Badenhorst |
| 1996 | nieznany          |
| 1997 | nieznany          |

| Rok  | Mistrz            | Wicemistrz      | Drugi Wicemistrz |
| ---- | ----------------- | --------------- | ---------------- |
| 1998 | Gerrit Badenhorst | Pieter de Bruyn | Johan Reeder     |
| 1999 | nieznany          | nieznany        | nieznany         |
| 2000 | nieznany          | nieznany        | nieznany         |
| 2001 | nieznany          | nieznany        | nieznany         |
| 2002 | nieznany          | nieznany        | nieznany         |
| 2003 | David Cooks       | Ettiene Smit    | Gerhard Botha    |
| 2004 | Ettiene Smit      | David Cooks     | Arno Lambrechts  |
| 2005 | Ettiene Smit      | David Cooks     | Arno Lambrechts  |
| 2006 | Ettiene Smit      | nieznany        | nieznany         |
| 2007 | Ettiene Smit      | Hennie Jordaan  | Rory Scheepers   |
| 2008 | Ettiene Smit      | Hennie Jordaan  | Andre du Preez   |
| 2009 | Ettiene Smit      | Frankie Scheun  | Hennie Jordaan   |